# Kacper Ueda Hikojirō
Kacper Ueda Hikojirō (zm. 1 października 1617 w Nagasaki w Japonii) – błogosławiony Kościoła katolickiego, japoński męczennik, ofiara prześladowań antykatolickich w Japonii.

## Życiorys
Należał do Bractwa Różańcowego. Podczas prześladowań katolików w Japonii został aresztowany 17 sierpnia 1617 r. za to, że przez 3 lata udzielał schronienia misjonarzowi Alfonsowi z Navarrete. Został ścięty 1 października 1617 r. razem z Andrzejem Yoshida na wyspie Takaboko u wejścia do portu w Nagasaki.
Został beatyfikowany w grupie 205 męczenników japońskich przez Piusa IX w dniu 7 lipca 1867 (dokument datowany jest 7 maja 1867).
Dniem jego wspomnienia jest 10 września (w grupie 205 męczenników japońskich).